# Gregor Mangolt
Gregor Mangolt (* 12. März 1498 in Tübingen; † 1577 oder 1578, nach anderen Angaben 1584, in Zürich) war ein deutscher Chronist, zum Protestantismus übergetretener Priester, Buchhändler und Verleger.

## Leben
Mangolt stammte aus einer Patrizierfamilie und war der Sohn des Juristen und Zürcher Stadtschreibers Wolfgang Mangolt. 1513 ging er in das Prämonstratenserkloster Weißenau. Von 1515 bis 1520 studierte er an der Universität Freiburg mit dem Abschluss als Magister. 1522 erhielt er die Priesterweihe.
Mangolt wurde Anhänger des Zürcher Reformators Ulrich Zwingli und trat 1522 zum Protestantismus über. Ab 1524 lebte er in Konstanz und heiratete im selben Jahr Regula Hug. Ab 1526 führte er eine Buchhandlung mit reformatorischen Schriften und war als Verleger tätig. Konstanz wurde 1548 rekatholisiert und Mangolt im Oktober des Jahres aus der Stadt vertrieben. Er ließ sich in Zürich nieder, wo er ebenfalls als Buchhändler bzw. Buchführer lebte, als Korrektor für Christoph Froschauer tätig war und im Kontakt mit dem Chronisten Johannes Stumpf stand.
Im Zürcher Exil verfasste er Mitte der 1550er Jahre mehrere Fassungen einer Chronik der Stadt Konstanz mit einer Gesamtausgabe von 1556/1556. Darin befasste er sich mit der Geschichte der Stadt, des Bistums Konstanz, unter anderem mit dem Mord an dem Konstanzer Bischof Johann Windlock, und dem Konzil von Konstanz. Außerdem trug er Texte geistlicher Lieder in Handschriften zusammen, etwa von Ambrosius Blarer. In einer Handschrift  Mangolts ist das Konstanzerlied überliefert, eines von zwei Liedern Jakob Rufs. Er schrieb ein Buch über die Fische des Bodensees, das Conrad Gessner ohne Mangolts Zustimmung 1557 veröffentlichte.
1576 heiratete Mangolt in zweiter Ehe Elisabeth Ott. Er starb Ende 1577 oder zu Beginn des Jahres 1578; andere Quellen geben als Sterbejahr 1584 an.

## Schriften (Auswahl)
- Kurze und warhafte chronik der nechst umligenden stett und landschaften des Bodensees, doch fürnemlich die alten und loblichen frey- und reichstatt Constantz betreffend. 1548.
- Fischbuch. Von der Natur und Eigenschaft der Fische. Christoph Froschauer, Zürich 1557 (Digitalisat).
  - weitere Auflagen: 1576, 1578, 1598 und öfter, darin als zweiter Teil enthalten: Ein 1493 erstmals von Jakob Köbel publiziertes „Fischbüchlein“.[3]